# Adam Gemili
Adam Ahmed Gemili  (* 6. října 1993 Londýn) je britský atlet, sprinter, mistr Evropy v běhu na 200 metrů z roku 2014.

## Kariéra
V roce 2011 získal dvě stříbrné medaile na evropském juniorském šampionátu. O rok později se stal v Barceloně mistrem světa juniorů v běhu na 100 metrů. Ve stejné sezóně se na olympiádě v Londýně probojoval do semifinále na stejné trati. Na mistrovství světa v Moskvě v roce 2013 obsadil ve finále běhu na 200 metrů páté místo.
Svého zatím největšího individuálního úspěchu dosáhl na mistrovství Evropy v Curychu v roce 2014 – zvítězil v běhu na 200 metrů ve vyrovnaném osobním rekordu 19,98 a byl členem vítězné britské štafety na 4 × 100 metrů.
V letech 2016 a 2018 byl členem vítězné britské sprinterské štafety na 4 × 100 metrů. Stejného úspěchu dosáhl na světovém šampionátu v roce 2017.

## Osobní rekordy
- 100 m – 9,97 s – 2015
- 200 m – 19,98 s – 2013